# Танака Хаюма
Танака Хаюма (яп. 田中 隼磨, нар. 31 липня 1982, Наґано) — японський футболіст, що грав на позиції захисника.

## Клубна кар'єра
Грав за команду Йокогама Ф. Марінос, Токіо Верді, Нагоя Грампус, Matsumoto Yamaga FC.

## Виступи за збірну
Дебютував 2006 року в офіційних матчах у складі національної збірної Японії. У формі головної команди країни зіграв 1 матч.

## Статистика
Статистика виступів у національній збірній.
| Збірна Японії | Збірна Японії | Збірна Японії |
| Роки          | Ігри          | голи          |
| ------------- | ------------- | ------------- |
| 2006          | 1             | 0             |
| Усього        | 1             | 0             |

## Титули і досягнення
- Чемпіон Японії: 2004, 2010
- Володар Суперкубка Японії: 2011

Збірні
- Срібний призер Азійських ігор: 2002